# Krazy
«Krazy» — первый сингл, выпущенный Питбулем с его альбома Rebelution. В нём принял участие кранк рэпер Лил Джон. Песня достигла пика на #30 в Billboard Hot 100 в США. В песне содержится семпл из песни 2007 года Федерико Франчи, «Cream». В ней также присутствует строчка из собственной песни Питбуля «Toma.» Есть также другая версия, звучавшая в Сан-Диего, в которой были упомянуты все его окрестности.

## Список композиций

### Цифровая дистрибуция
1. «Krazy» (featuring Lil Jon) — 3:48

### Цифровая дистрибуция (Испанская версия)
1. «Krazy» (Spanish Version) (featuring Lil Jon) — 3:48

## Видеоклип
Премьера клипа состоялась 15 октября 2008 г. Fat Joe, Casely, LMFAO, Харикен Крис и Рик Росс появились в эпизодах в клипе. Клип посмотрели более чем 30 миллионов раз через официальный профиль Питбуля на популярном сайте YouTube.
Видео было удалено и выпущено через официальный источник Питбуля на VEVO 15 октября 2010. Его посмотрели более 4 миллионов человек.

## Чарты и сертификации
| Чарт (2008-09)                                    | Наивысшая позиция |
| ------------------------------------------------- | ----------------- |
| Австралия (ARIA)                                  | 38                |
| Канада (Billboard Canadian Hot 100)               | 70                |
| Швейцария (Schweizer Hitparade)                   | 59                |
| США (Billboard Hot 100)                           | 30                |
| US Bubbling Under R&B/Hip-Hop Singles (Billboard) | 1                 |
| США (Billboard Hot Rap Songs)                     | 11                |

| Регион                                                      | Сертификация | Продажи  |
| ----------------------------------------------------------- | ------------ | -------- |
| США (RIAA)                                                  | Золотой      | 500 000^ |
| ^ Данные о тиражах приведены только на основе сертификации. |              |          |